# Aphanolejeunea misionensis
Aphanolejeunea misionensis là một loài Rêu trong họ Lejeuneaceae. Loài này được Reiner, Maria Elena mô tả khoa học đầu tiên năm 1995.